# Bertioga (corveta)
Bertioga foi uma corveta operada pela Armada Imperial Brasileira de 1827 a 1854. 

## História
Bertioga, nomeada em homenagem ao Canal de Bertioga, pertencia à Armada Portuguesa (ex-Aristides), foi comprada pelo Brasil em 1827. Participou do último ano da Guerra da Cisplatina. Esteve em diversas estações navais ao longo da costa brasileira entre 1834 e 1847. No ano de 1851, participou da Guerra do Prata. Em 11 de outubro, fez parte da esquadra brasileira que interceptou a tentativa de fuga do caudilho uruguaio Manuel Oribe. Em 1854, já em péssimo estado de conservação, foi dada a sua baixa. Ainda existia em 1880, ano que em foi enviada para desmanche.